# Mirosława Zakrzewska
Mirosława Zakrzewska, coniugata Kotula (Łódź, 6 dicembre 1932 – Łódź, 21 novembre 1985), è stata una pallavolista, cestista e pallamanista polacca.

## Carriera

### Pallacanestro
Con la Polonia ha disputato i Campionati europei del 1952.